# Kasper Tom Christiansen

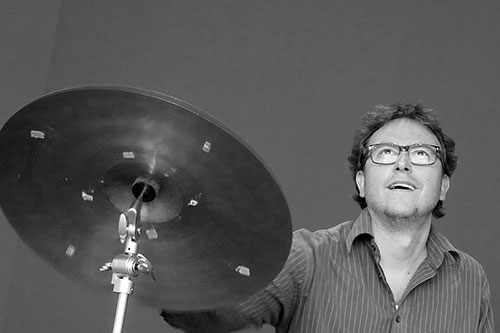
Kasper Tom Christiansen (2015)
Foto Hreinn Gudlaugsson

Kasper Tom Christiansen (* 1981 in Svendborg) ist ein dänischer Jazz-Schlagzeuger und Komponist.

## Leben und Wirken
Kasper Tom Christiansen studierte an der dänischen Carl Nielsen Musikakademie und arbeitete von 2007 bis 2010 in Berlin. Ab 2006 leitete er eigene Formationen wie FUSK, in denen er u. a. mit Rudi Mahall, Marek Kądziela und Mads La Cour spielte. Zu seinen weiteren Projekten gehört sein Quintett Kasper Tom 5 und die kollaborativen Gruppen WalsdorffMelbyeTom (Henrik Walsdorff, Adam Melbye) und das Duo Kasper Tom/Jacob Anderskov. 
Daneben arbeitete Christiansen mit Johannes Bauer, Tobias Delius, Alexander von Schlippenbach, Axel Dörner, Kasper Tranberg, Marek Kądziela, Richard Andersson und Tomasz Licak; er gehörte ferner den Bandprojekten Kran, Umlaut Urlaub, Hunger Pangs und QUARTz an.

## Diskographische Hinweise
- Quartz: So ein Ding muss ich auch live haben (WhyPlayJazz, 2010), mit Mads La Cour, Frederik Vedersø, Andreas Lang
- Umlaut Urlaub: Live in Greifswald 2009 (WhyPlayJazz, 2010), mit Wanja Slavin, Johannes Schleiermacher, Andreas Lang
- FUSK: Fusk (WhyPlayJazz, 2011), mit Philipp Gropper, Rudi Mahall, Andreas Lang
- Kasper Tom 5: I Do Admire Things That Are Only What They Are (Barefoot 2015), mit Petter Hängsel, Rudi Mahall, Tomasz Dąbrowski, Jens Mikkel Madsen
- FUSK: Sieben Acht Gute Nacht (For Tune, 2015)
- Kasper Tom / Alexander von Schlippenbach / Rudi Mahall Abstract Window (WhyPlayJazz, 2017)